# Aeroporto Internazionale Owen Roberts
L'Aeroporto Internazionale Owen Roberts  è un aeroporto situato vicino a George Town, nelle Isole Cayman.

## Storia
A seguito del passaggio dell'Uragano Ivan nel settembre del 2004, l'aeroporto ha riportato numerosi danni che hanno reso necessario l'investimento di diversi fondi per riparazione ed ampliamento.

## Sviluppi futuri
L'aeroporto è hub per la compagnia aerea locale Cayman Airways.